# Aarón Zapico
Aarón Zapico Braña (nacido en Langreo, Principado de Asturias, el 22 de junio de 1978) es un clavecinista y director de orquesta español, especializado en la interpretación de música antigua. Es el fundador y director del conjunto Forma Antiqva.

## Biografía
Inicia su formación musical a temprana edad en su localidad natal, obteniendo el título superior de piano en el Conservatorio Superior de Música de Oviedo con las más altas calificaciones. Posteriormente, dirige su interés a la interpretación de la música antigua, especializándose en Clave en el Koninklijk Conservatorium Den Haag (Conservatorio Real de La Haya, La Haya, Países Bajos) bajo la dirección de Jacques Ogg, donde concluye sus estudios con honores. En 1999, fundó, junto a sus hermanos Pablo y Daniel, el grupo Forma Antiqva, con el que ha actuado en los principales auditorios españoles, y ha realizado conciertos por Europa, Asia, Oceanía y América.
Ha dirigido formaciones sinfónicas tan importantes como la Orquesta Sinfónica del Principado de Asturias (OSPA), Orquesta Filarmónica de Málaga, Orquesta de Extremadura o la Joven Orquesta de la Comunidad de Madrid (JORCAM). Además, se ha puesto al frente de conjuntos dedicados a la interpretación de música antigua, como la Orquesta Barroca de Roquetas de Mar, Academia de Música Antigua de Santander o la Joven Orquesta Barroca de Andalucía (JOBA), así como de agrupaciones corales como el Coro de la Fundación Princesa de Asturias, Sociedad Coral de Bilbao o Camerata Coral de la Universidad de Santander.
Como clavecinista, ha colaborado con conjuntos especializados tan impostantes como Euskal Barrokensemble, Accademia del Piacere, El Concierto Español, Xacona, La Real Cámara, Camerata Iberia, Orpheon Consort Wien, La Caravaggia o La Ritirata, trabajando bajo la dirección de maestros como Fahmi Alqhai, Emilio Moreno, Frans Brüggen, Víctor Pablo Pérez, Marzio Conti, Pablo González o Álvaro Albiach. Ha realizado grabaciones para Televisión Española, Radio Nacional de España, Czech Radio, Australian Broadcasting, France Musique y Catalunya Música, así como para sellos discográficos como Arsis, Columna Música o Winter & Winter, del que es artista exclusivo.
Asimismo, Zapico ha desempeñado una considerable labor docente como profesor de interpretación histórica de la música antigua en el Conservtaorio Superior de Música de Oviedo, y como profesor de clave y bajo continuo en el Conservatorio Profesional de Música de Murcia y en el Conservatorio Superior de Música "Manuel Massotti Littel" de Murcia. Además, ha impartido clases magistrales por toda la geografía española, así como en diversos países europeos —como Francia—, oceánicos —como Australia—, asiáticos —como Singapur— o americanos —como Costa Rica o Panamá—.
En 2009, fundó la Academia de Música Antigua de Gijón, que dirigió hasta 2013; entre 2011 y 2013, fue asimismo director del Festival de Música Antigua de Gijón, en cuyo seno impulsó la creación en el año 2012 del primer concurso internacional de música antigua de España. En 2010, colaboró, junto a otros especialistas de su campo, en la creación de la Asociación de Grupos Españoles de Música Antigua (GEMA), y es uno de los fundadores de la Plataforma de Docentes, Concertistas, Compositores e Investigadores del Principado de Asturias.

## Premios
Premio Sello FestClásica (Asociación de Festivales Españoles de Música Clásica) a Forma Antiqva y su programa «Farándula castiza», 2020.
Premio GEMA (Asociación de Grupos Españoles de Música Antigua) a la «Mejor Dirección 2019» para Aarón Zapico.
Medalla de Oro del Foro Europeo Cum Laude, 2019.
Premio MIN de la Música Independiente - Mejor Álbum de Música Clásica 2018 para «Concerto Zapico Vol. 2».
NPR Music's Best Classical Albums Of 2018 para «Concerto Zapico Vol. 2».
Premio GEMA (Asociación de Grupos Españoles de Música Antigua) al «Mejor Grupo de Música Barroca y Clasicismo 2016».
Premio GEMA (Asociación de Grupos Españoles de Música Antigua) a la «Mejor Producción Discográfica 2016» por «Crudo Amor - Agostino Steffani» (Winter & Winter).
Premio FestClásica (Asociación de Festivales Españoles de Música Clásica) a Forma Antiqva y su programa «Concerto Zapico», 2015.
Nominación a los International Classical Music Awards por «Opera Zapico» (Winter & Winter), 2014.
Nominación a los International Classical Music Awards por «Concerto Zapico» (Winter & Winter), 2012.
Premio AMAS de la Música en Asturias, 2012.
Premio Serondaya a la Innovación Cultural, 2012.
Nominación a los International Classical Music Awards por «Amore x Amore» (Winter & Winter), 2011.
Premio «Asturiano del Mes» del periódico La Nueva España, 2011.
Premio al «Grupo del Año» de la Radio Televisión Pública de Asturias, 2010.

## Discografía
- 2005 - Bizarro!! Música italiana del seicento, con Forma Antiqva (La Factoría)
- 2006 - Insólito estupor: Villancicos, saynetes, cantadas y una batalla, con Forma Antiqva; Mariví Blasco y Olalla Alemán —sopranos—, Xavier Sabata —contratenor—, Juan Sancho —tenor— (Arsis)
- 2008 - Rara Avis v1.0, con Forma Antiqva; Xavier Sabata —contratenor— (Onda Producción Audiovisual)
- 2008 - Sopra Scarlatti: Cantate à voce sola di soprano di Domenico Scarlatti, con Forma Antiqva; María Espada —soprano— (Arsis)
- 2009 - Corpus Christi en Toledo, 1751, con Sphera Antiqva y Memoria de los Sentidos; Carlos Martínez Gil —director— (Columna Música)
- 2009 - Amore x Amore, con Forma Antiqva; Xavier Sabata —contratenor— (Winter & Winter)
- 2010 - Concerto Zapico: Forma Antiqva plays Baroque Dance Music, con Forma Antiqva (Winter & Winter)
- 2011 - phantasïa: Frescobaldi & Froberger (Winter & Winter)
- 2012 - Antonio Vivaldi: The Four Seasons, con Forma Antiqva (Winter & Winter)
- 2013 - Opera Zapico: Opera music from Monteverdi to Mozart, con Forma Antiqva (Winter & Winter)
- 2016 - Crudo Amor: Soprano & Countertenor duets by Agostino Steffani, con Forma Antiqva; Eugenia Boix —soprano— y Carlos Mena —contratenor— (Winter & Winter)
- 2016 - Francisco José de Castro (1670 - 1739): Trattenimenti armonici da camera, opus 1, con La Real Cámara; Emilio Moreno —violín—, Enrico Gatti —violín—, Mercedes Ruiz —violonchelo—, Pablo Zapico —guitarra barroca y tiorba— (Glossa)
- 2016 - Ernst Reijseger: The Volcano Symphony, con Forma Antiqva (Winter & Winter)
- 2018 - Concerto Zapico Vol. 2: Forma Antiqva plays Spanish Baroque Dance Music (Winter & Winter)